# Петровка (Сандыктауский район)
Петровка (каз. Петровка) — село в Сандыктауском районе Акмолинской области Казахстана. Входит в состав Балкашинского сельского округа. Код КАТО — 116430300.

## География
Село расположено в северной части района, в 5 километрах на юг от центра района и сельского округа села Балкашино.

### Улицы[2]
- ул. Абая,
- ул. Алии Молдагуловой,
- ул. Наурыз,
- ул. Салтанат.

### Ближайшие населённые пункты
- село Балкашино в 5 км на севере,
- село Максимовка в 10 км на юге,
- село Быстримовка в 14 км на западе,
- село Новоромановка в 16 км на востоке.

## Население
В 1989 году население села составляло 708 человек (из них русских 100%).
В 1999 году население села составляло 551 человек (255 мужчин и 296 женщин). По данным переписи 2009 года в селе проживало 475 человек (224 мужчины и 251 женщина).
| Численность населения | Численность населения | Численность населения |
| 1989                  | 1999                  | 2009                  |
| --------------------- | --------------------- | --------------------- |
| 708                   | ↘551                  | ↘475                  |